# Ignaz von Plener
Ignaz von Plener, född den 21 maj 1810 i Wien, död där den 17 februari 1908, var en österrikisk statsman, far till Ernst von Plener. 
von Plener inträdde efter avslutade juridiska studier 1836 i statens tjänst och hade genomlupit finansförvaltningens alla grader, då han i december 1860 fick säte i Schmerlings kabinett som finansminister. Han verkade där ivrigt för en reform av den direkta beskattningen, men hade föga lycka i sin förvaltning och tog i juli 1865 avsked ur ministären. December 1867-april 1870 satt han som handelsminister i den liberala och centralistiska ministär, som en tid leddes av furst Auersperg och sedermera av Giskra och Hasner. von Plener tillhörde därpå ett par år böhmiska lantdagen och österrikiska riksrådets deputeradekammare samt fick 1873 säte för livstiden i österrikiska herrehuset.